# Santa María de los Caballeros (kommunhuvudort)
Santa María de los Caballeros är en kommunhuvudort i Spanien.   Den ligger i provinsen Provincia de Ávila och regionen Kastilien och Leon, i den centrala delen av landet, 150 km väster om huvudstaden Madrid. Santa María de los Caballeros ligger 1 042 meter över havet och antalet invånare är 114.
Terrängen runt Santa María de los Caballeros är kuperad. Runt Santa María de los Caballeros är det glesbefolkat, med 8 invånare per kvadratkilometer. Närmaste större samhälle är El Barco de Ávila, 7,1 km sydväst om Santa María de los Caballeros. Omgivningarna runt Santa María de los Caballeros är huvudsakligen savann.